# Siata 208S

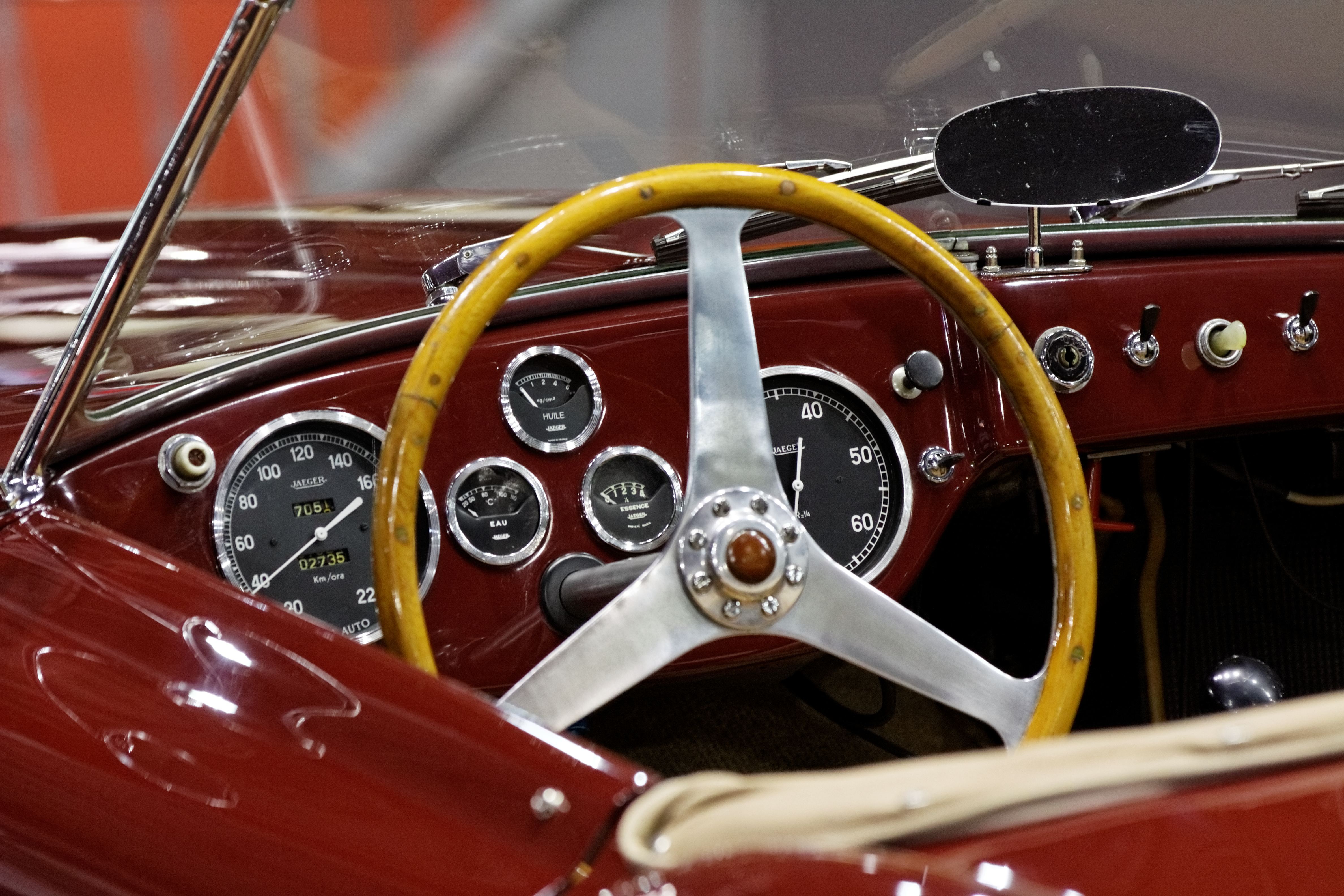
Interior del 208S

El Siata 208S (Sport) es un automóvil deportivo italiano producido por Siata a comienzos de la década de 1950.

Presentado en 1952, el 208 Sport lucía una carrocería de aluminio construida por Rocco Motto tipo espíder deportivo ligero, diseñada por Giovanni Michelotti. Solo se produjeron 35 unidades del 208 espíder, incluidos los dos prototipos diseñados por Bertone. Es el roadster equivalente al cupé de techo rígido Siata 208 CS.

## Historia
El automóvil saltó a la fama después de que el actor y piloto de carreras Steve McQueen comprara a mediados de la década de 1950 el modelo BS523 al importador de Siata con sede en Los Ángeles Ernie McAfee. Según se dice, McQueen redecoró el coche con emblemas de Ferrari y lo apodó el "Pequeño Ferrari".

## Rendimiento

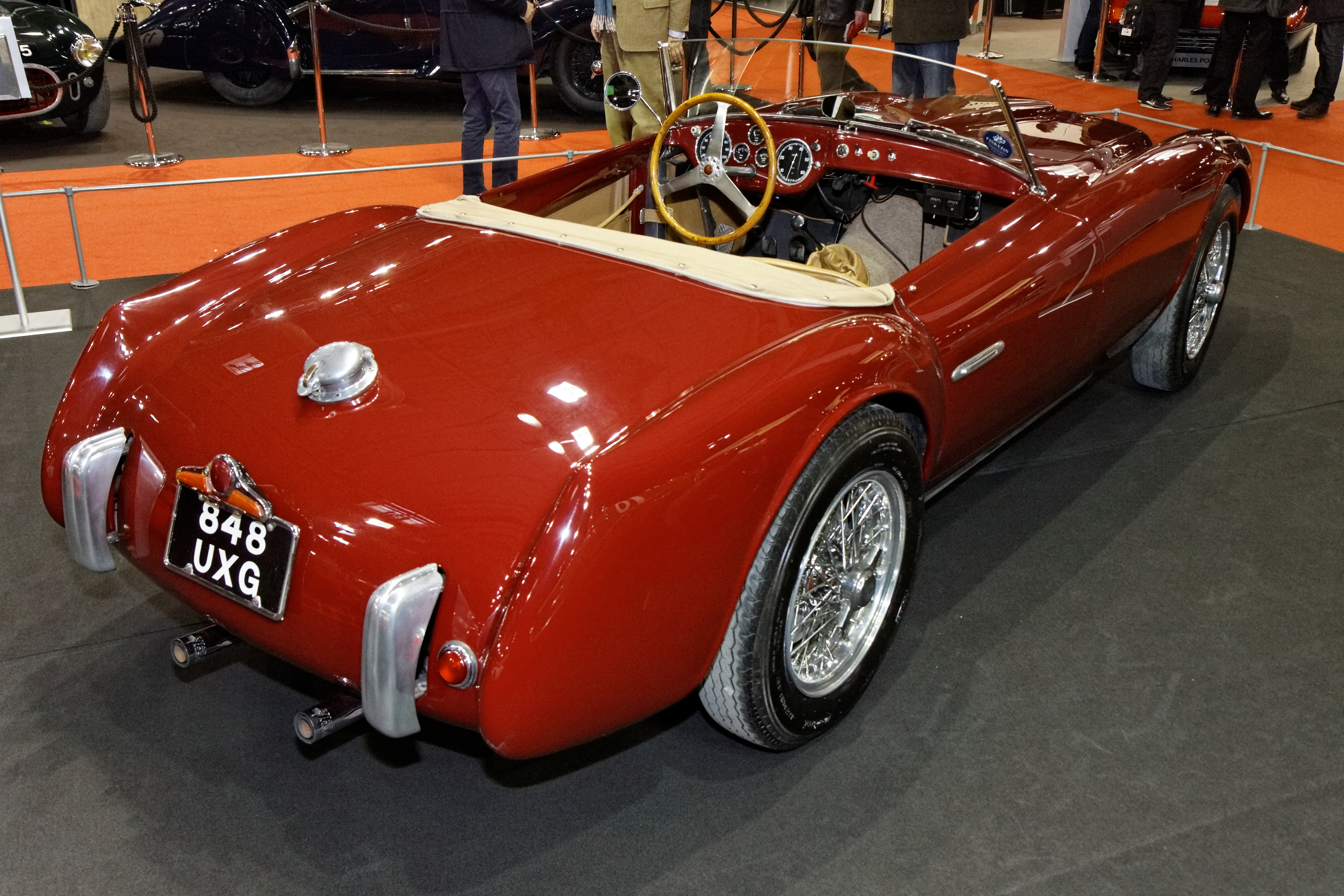
208S en el Rétromobile de 2012

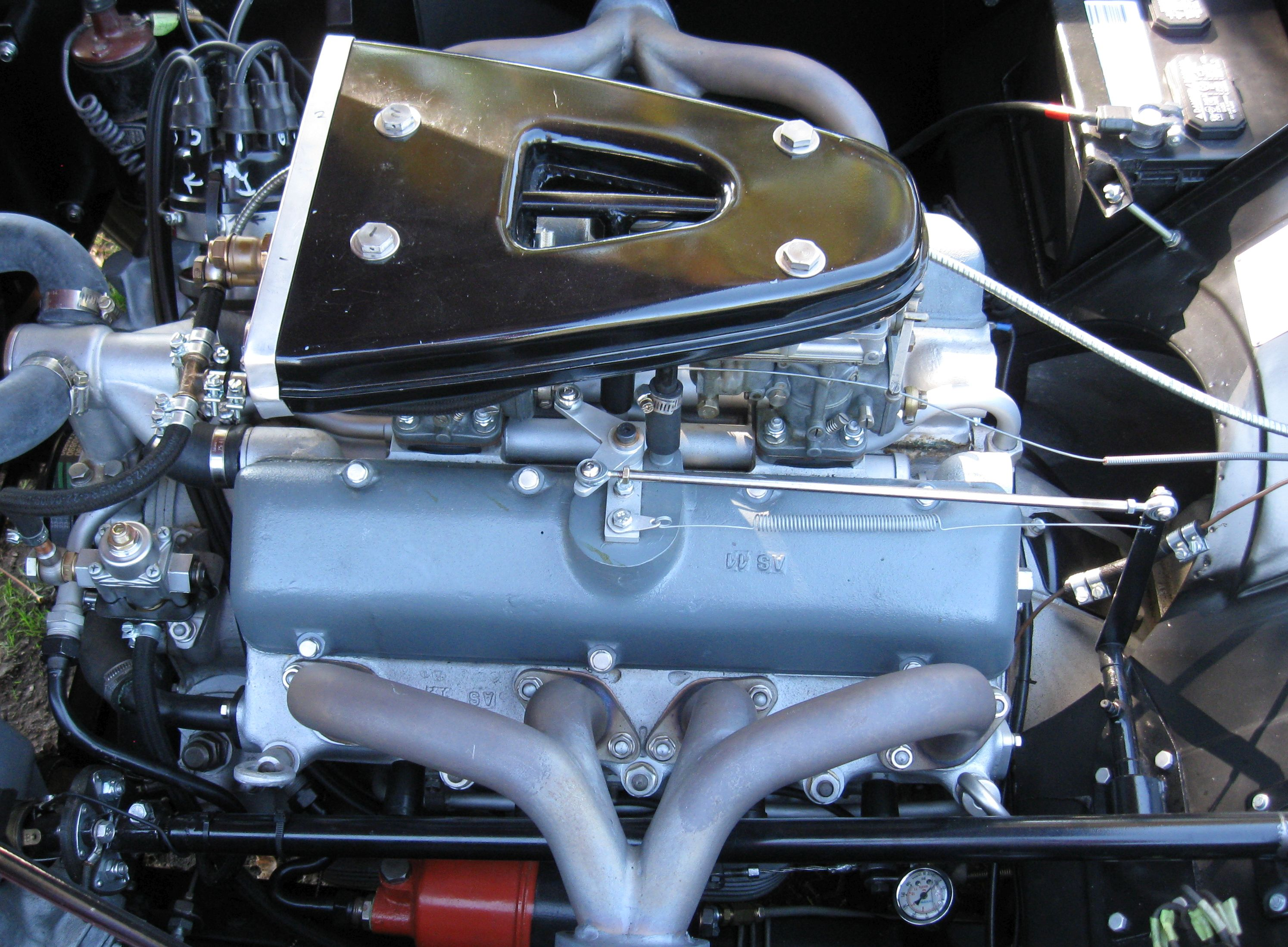
Motor Fiat 2-litros V8 en un Siata 208

Mecánicamente, el 208S se derivó en parte del Fiat 8V, con el que compartía el motor V8 Fiat Tipo 104 a 70°, de 2 litros y construido en aleación ligera. Este motor rendía 125 hp (93,2 kW) y le permitía alcanzar una velocidad máxima de 200 km/h (124 mph). La revista Road & Track  registró un tiempo para pasar de 0 a 60 mph (97 km/h) de 12,4 segundos y un tiempo para recorrer un cuarto de milla de 17,8 segundos durante sus pruebas. Los 208 disponían de carrocería de aluminio y presentaban suspensión independiente en las cuatro ruedas, una disposición avanzada para su época.